# BT-2
BT-2는 소련에서 개발 및 생산한 BT계열의 전차 중 하나이다.

## 역사

### M1931 전차
미국의 존 월터 크리스티는 크리스티 서스펜션을 적용한 전차인 크리스티 쾌속전차인, M1931 전차를 개발하여 미국 육군에 제식 채용을 건의했으나, 미국의 육군은 시험용으로 1량만 구입하는데 그쳤다. 그에 크리스티는 분노하여 당시 적국인 소련에 M1931의 원형 전차인 M1930 전차 2량과 라이센스 생산권을 팔아버렸으며, 단순하게 팔경우 미국이 방해할 것이 분명하였기 때문에, 무장을 분리한후 트렉터 명목으로 소련에 수출되었다.

## BT-2
크리스티에게서 M1930 전차를 수입한 소련은, 두 전차를 BT-1(쾌속 전차/Быстроходный танк)으로 명명한 후 면밀한 조사를 거침과 동시에, 소련군은 이미 크리스티 전차의 기동성을 널리 평가하여 시작차도 완성되지 않은 1931년 5월에 BT-2로 제식 채용되었다.
실질적인 시작차량은 1931년 10월에 완성되었으며, 완성된 3량의 차량은 1931년 11월 7일의 혁명 기념일에 일반공개되었다.
BT-2 전차는 1932년부터 양산이 개시되었지만, 전차포의 부족으로 인해 선회식 포탑에 45구경장 37mm 전차포 M1930 과 7.62mm DT 기관총을 동축장비한 형식, DT 기관총만 3정 장비한 형식, DT 기관총을 1정만 장비한 형식도 존재한다. 전차포 장비형은 208량, 기관총만 탑재한 형식은 412량 양산되었다.

## 참전
스페인 내전에서 처음 실전을 치렀으며, 이때 약한 장갑이 단점으로 지적되었다.